# Halkosaari (ö i Mellersta Finland, Joutsa)
Halkosaari är en ö i Finland. Den ligger i sjön Päijänne och i kommunen Luhango i den ekonomiska regionen  Joutsa ekonomiska region  och landskapet Mellersta Finland, i den södra delen av landet, 190 km norr om huvudstaden Helsingfors. Öns största längd är 270 meter i nord-sydlig riktning.